# تریومف تایگر ۸۰۰
تریومف تایگر ۸۰۰ (انگلیسی: Triumph Tiger 800) یک موتور سیکلت سه‌سیلندر دوئال اسپرت با قدرت ۹۳ اسب بخار است که در سال ۲۰۱۰ توسط سازنده بریتانیایی تریومف عرضه شد.